# OGLE2-TR-L9b

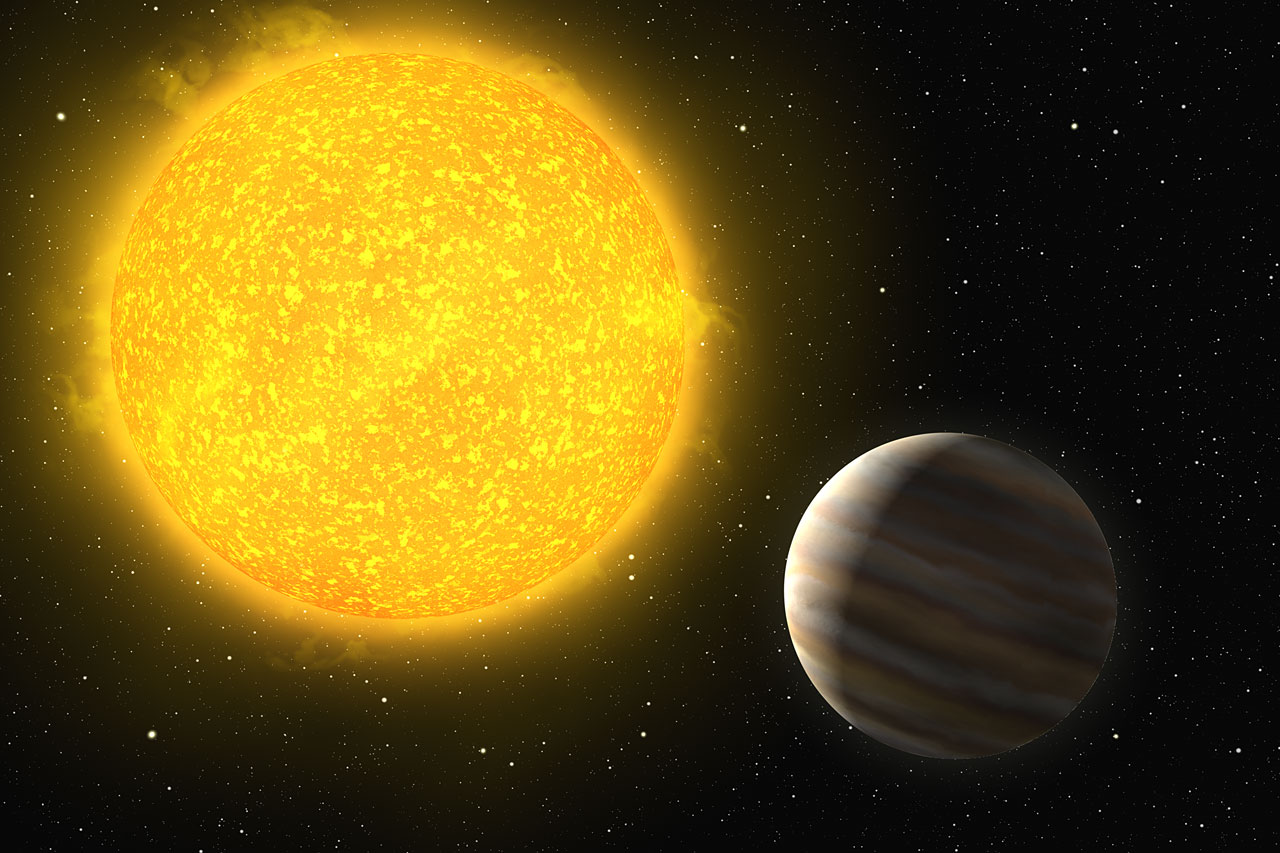

OGLE2-TR-L9b는 용골자리 방향으로 지구로부터 약 2,935 광년 떨어진 곳에 있는 F형 항성 OGLE2-TR-L9 주위를 도는, 외계 행성이다. 이 행성은 천문학자가 아닌 네덜란드 레이던 대학 재학생 세 명이 발견했다.
네덜란드 레이던 대학교 재학생인 메타 드 훈, 렘코 밴더 버그, 프란시스 브이즈제는 OGLE의 항성 빛 그래프 알고리즘 분석 숙제를 하던 중 행성이 존재한다고 의심되는 별을 발견, 담당 교수에게 알렸으며 교수는 분광기로 이 별을 분석한 결과 행성을 거느리고 있음을 확인하고 학계에 이 사실을 보고했다. 이후 유럽 우주국의 VLT 망원경을 이용하여 검증이 이루어졌다.
행성의 질량은 목성의 4.5배 정도인데, 어머니 항성은 빠른 속도로 자전하는 F형 항성이다. 이 행성은 이처럼 뜨겁고 밝으면서 빠르게 회전하는 항성 주위에서 발견된 최초의 사례로 기록되었다.

## 같이 보기
- 광학 중력 렌즈 실험
- OGLE-TR-113b
- OGLE-TR-10 b
- OGLE-TR-111b
- OGLE-TR-56b